# Ледовый мост
Ледо́вый мост — пешеходный металлический балочный мост через реку Оккервиль в Невском районе Санкт-Петербурга.

## Расположение
Расположен рядом с Ледовым дворцом. Выше по течению находится Российский мост, ниже — Клочков мост.
Ближайшая станция метрополитена — «Проспект Большевиков».

## Название
Долгое время мост был безымянным. В 2010 году городская топонимическая комиссия рассматривала вариант названия Ледовый мост, но отклонила его с рекомендацией «доработать вариант наименования моста у Ледового дворца». В 2017 году, после повторного рассмотрения, вариант был согласован. Название присвоено в 2018 году постановлением Правительства Санкт‑Петербурга от 29 марта 2018 года № 230 «О присвоении наименований безымянным мостам Санкт‑Петербурга».

## История
Сооружён в 1998—2000 годах одновременно с Клочковым мостом и прилегающими участками набережных. Строительство моста велось в рамках подготовки к Чемпионату мира по хоккею, который проводился в Санкт-Петербурге в 2000 году. Проект разработан в институте ГУП «Ленгипроинжпроект» инженером Р. Р. Шиповым. Авторы скульптур: художники И. Г. Уралов, В. Н. Соловьева, архитекторы В. Л. Спиридонов и Е. В. Васильковская. Строительство выполнил филиал № 4 ЗАО «Трест Ленмостострой» под руководством директора филиала А. А. Антонова и главного инженера А. А. Смирнова. Мост открыт 20 апреля 2000 года одновременно с Ледовым дворцом. 

## Конструкция
Мост однопролётный металлический балочный, внешне стилизован под цепной. Внешне сооружение напоминает висячий мост кососимметричной конструкции. На устоях установлены пилоны в виде грифонов из гранита с использованием мозаичных вставок. Высота пилонов составляет 5 м. От пилонов к пролётному строение протянуты металлические подвески, имитирующие роль цепи висячих мостов. Общая длина моста – 29,5 м, ширина – 7 м.